# Pemberton-Billing P.B.25
El Pemberton-Billing P.B.25 fue un avión de exploración monoplaza británico de la Primera Guerra Mundial, construido por Pemberton-Billing Limited, más tarde Supermarine Aviation Works Limited.

## Diseño y desarrollo
El P.B.23 fue diseñado en 1915 como un biplano explorador monoplaza, con una góndola de fuselaje montada entre las alas. La góndola tenía una cabina abierta para el piloto en la parte delantera y en la parte trasera un motor Le Rhône 9C de 60 kW (80 hp) que movía una hélice propulsora. Se montaron empenajes y timones gemelos en un plano de cola de gran envergadura con un elevador adjunto, todo conectado a la estructura del ala mediante cuatro botalones de cola. El P.B.23 no logró obtener ningún pedido después de su primer vuelo en septiembre de 1915, pero el Real Servicio Aéreo Naval ordenó veinte ejemplares de una versión mejorada, el P.B.25. El P.B.25 tenía alas en flecha, un tren de aterrizaje modificado y una góndola de fuselaje revisada y, aunque originalmente estaba propulsado por un motor rotativo Clerget de 82 kW (110 hp), los 20 aviones del RNAS fueron equipados con motores de pistón rotativos Gnome Monosoupape 9 Type B-2.

## Historia operacional
Los aviones, que no fueron utilizados operativamente, tenían su base en RNAS Hornchurch y RNAS Hendon, donde probablemente fueron utilizados en funciones de entrenamiento.

## Operadores
Reino Unido
- Real Servicio Aéreo Naval

## Especificaciones (P.B.25)
Referencia datos: The British Fighter since 1912

### Características generales
- Tripulación: Uno (piloto)
- Longitud: 7,3 m (24,1 ft)
- Envergadura: 10,1 m (33 ft)
- Altura: 3,2 m (10,4 ft)
- Superficie alar: 25,7 m² (276,6 ft²)
- Peso vacío: 490 kg (1080 lb)
- Peso cargado: 715 kg (1575,9 lb)
- Planta motriz: 1× motor rotativo de 9 cilindros refrigerado por aire Gnome Monosoupape 9 Type B-2.
  - Potencia: 75 kW (103 HP; 102 CV)
- Hélices: De cuatro palas de paso fijo propulsora

### Rendimiento
- Velocidad máxima operativa (Vno): 159 km/h (99 MPH; 86 kt) a nivel del mar
- Alcance: 320 km (173 nmi; 199 mi) (aproximadamente)
- Tiempo a altitud: 8 min 30 s para 1829 m (6000 pies)

### Armamento
- Ametralladoras: 

  - 1x Lewis de 7,7 mm frontal